# Riedseltz
Riedseltz (Duits:  Riedselz) is een gemeente in het Franse departement Bas-Rhin (regio Grand Est). De gemeente maakt deel uit van het arrondissement Haguenau-Wissembourg. Riedseltz telde op 1 januari 2022 1.130 inwoners.

## Geografie
De oppervlakte van Riedseltz bedroeg op 1 januari 2022 10,02 vierkante kilometer; de bevolkingsdichtheid was toen 112,8 inwoners per km². 

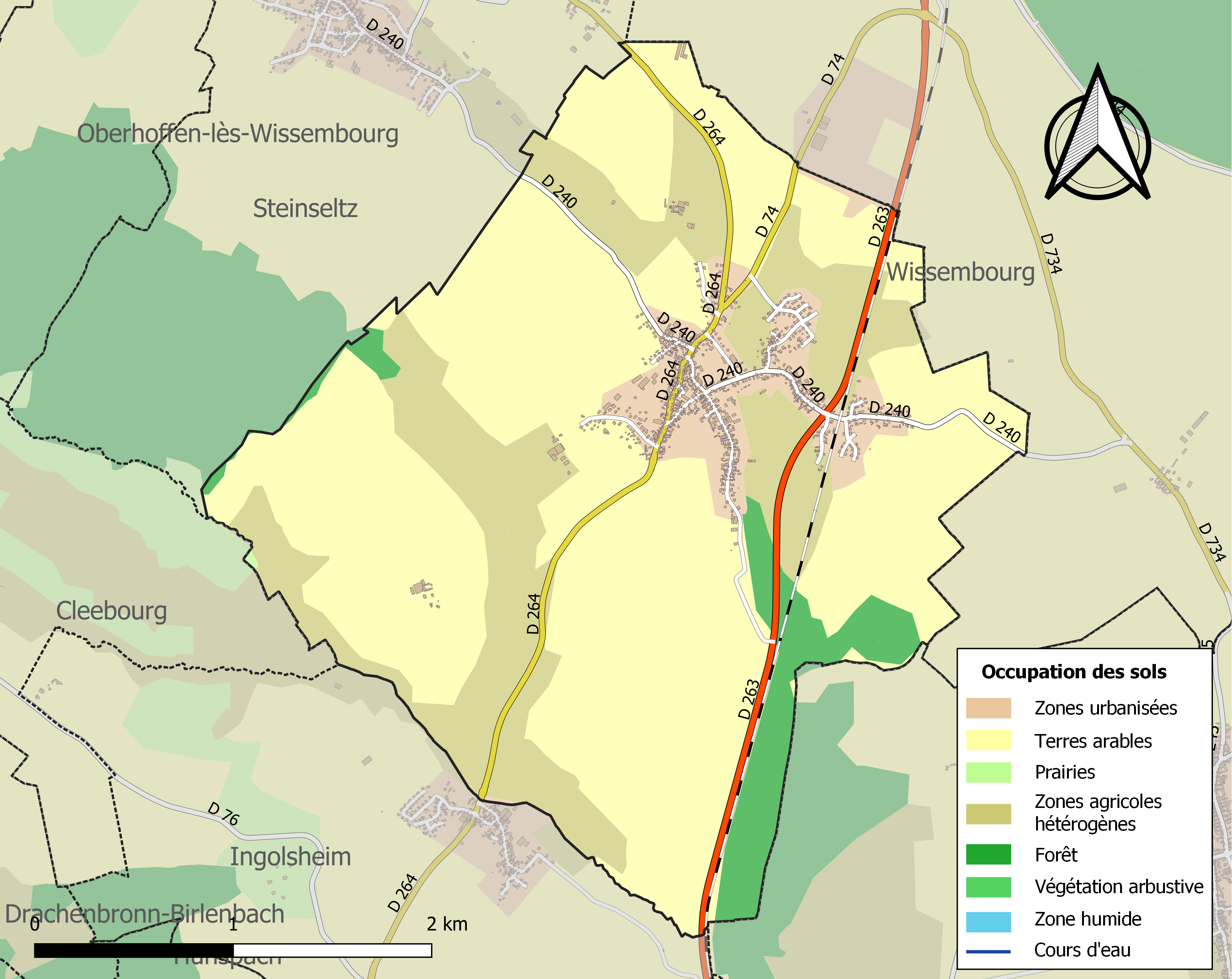
Kaart van de gemeente met de belangrijkste infrastructuur, bodemgebruik en omliggende gemeenten

## Demografie
Onderstaande figuur toont het verloop van het inwonertal (bron: INSEE-tellingen).

## Verkeer en vervoer
In de gemeente staat het spoorwegstation Riedseltz.